# Philippe Giusiano
Philippe Giusiano est un pianiste classique concertiste français, né à Marseille, le 8 janvier 1973.

## Biographie

### Formation
Philippe Giusiano commence le piano dès l'âge de cinq ans. Bien que son père soit pianiste amateur, il n'y a pas de musiciens dans sa famille. Très jeune, il reproduit des mélodies entendues dans la vie courante ou à l'école et ses parents décèlent chez lui un don pour la musique. Philippe Giusiano étudie le piano au Conservatoire National de Région de Marseille dans la classe d'Odile Poisson et de Pierre Barbizet (1980–1986). Il obtient à douze ans, la médaille d'Or de la ville de Marseille. 
Il poursuit ses études au Conservatoire national supérieur de musique de Paris avec Jean-Claude Pennetier et Jacques Rouvier (1987–1991) et obtient son premier prix à seize ans. Philippe Giusiano étudie à l'étranger sous la direction de Karl-Heinz Kämmerling, au Mozarteum de Salzbourg (1992–1994), ainsi qu'au Conservatoire d'Amsterdam dans la classe de Jan Wijn (1994–1995).

### Carrière
Sa carrière prend un véritable tournant en 1995, lorsqu'il remporte le Second Grand Prix du Concours international de piano Frédéric-Chopin de Varsovie, aucun premier prix n'ayant été attribué.
Philippe Giusiano se produit dès lors dans les plus grandes salles de concert du monde parmi lesquelles : La Scala de Milan, le Carnegie Hall de New York, le Concertgebouw d'Amsterdam, le Théâtre philharmonique de Vérone, le Théâtre des Champs-Élysées... Il donne régulièrement des concerts en Italie, au Maroc et effectue chaque année une tournée au Japon et en Pologne.
Il a enregistré plusieurs disques consacrés à Chopin (24 Préludes, op. 28 et les 24 Études) et Rachmaninoff (Préludes et Études-Tableaux).

## Discographie
- Chopin, Impromptus, Barcarolle, Scherzo no 1 & Études op. 25
- Chopin, Préludes op. 28 & Sonate en si mineur op. 58
- Rachmaninoff, Études-Tableaux op. 33 et 39 (15-17 avril 2002, Alphée 040 1016) (OCLC 659169418)
- Chopin, 12 études op. 10 ; 12 études op. 25 ; 24 préludes op. 28 (février/mai 2006, Mirare) (OCLC 946346119)
- Chopin, Concerto pour piano, op. 11 - Orchestre symphonique national, dir. Antoni Wit (août 2008, Narodowy Instytut Fryderyka Chopina) (OCLC 934761704)
- Chopin, Ballade, op. 38 ; 24 Préludes op. 28 (2010, Narodowy Instytut Fryderyka Chopina) (OCLC 934788148)